# Državna cesta D26
Die Državna cesta D26 (kroatisch für ,Nationalstraße D26') zweigt am Anschluss Dubrava bei Vrbovec von der Schnellstraße Državna cesta D10 ab und führt über Dubrava nach Čazma. Dort kreuzt sie die von Ivanić-Grad kommende Državna cesta D43. Sie führt am Nordostrand der Moravačka gora nach Garešnica, wo die Državna cesta D45 gekreuzt wird. Südlich von Daruvar endet die Straße an der Državna cesta D5 (Europastraße 661).
Die Länge der Straße beträgt 88,5 km.